# George Kunz
George Kunz (Fort Sheridan, 5 luglio 1947) è un ex giocatore di football americano statunitense che ha giocato nel ruolo di offensive tackle nella National Football League (NFL). Al college giocò a football all'Università di Notre Dame.

## Carriera
Dopo una carriera da All-American a Notre Dame, Kunz fu scelto dagli Atlanta Falcons come secondo assoluto nel Draft NFL 1969. Si impose come uno dei migliori offensive lineman della propria generazione, venendo convocato per il Pro Bowl in otto delle prime nove stagioni della carriera. Nel 1975 passò ai Baltimore Colts con cui rimase fino alla stagione del ritiro, nel 1980.

## Palmarès

### Individuale
- Convocazioni al Pro Bowl: 8

1969, 1971, 1972, 1973, 1974, 1975, 1976, 1977
- First-team All-Pro: 3

1972, 1973, 1975
- Second-team All-Pro: 2

1976, 1977

## Statistiche
| Partite totali | 129 |